# Муравинка
Муравинка  — річка в Україні, у Березнівському й Сарненському  районах Рівненської області. Ліва притока Язвинки (басейн Дніпра).

## Опис
Довжина річки приблизно 13 км.

## Розташування
Бере початок на півночі від села Поляни. Спочатку тече на північний схід, а потім  на північний захід і у Зносичах впадає у річку Язвинку, ліву притоку Случі.